# Temesremete község
Temesremete község (románul: Comuna Remetea Mare) község Temes megyében, Romániában. Központja Temesremete, hozzá tartozik Temesjenő.

## Népessége
A 2011-es népszámlálás adatai alapján a község népessége 2302 fő volt.

## Története
2008-ban a korábban a községhez tartozó Bükkfalva és Újbázos falvak önálló községgé alakultak.